# Rally de Ourense de 1989
El Rally de Ourense de 1989, oficialmente 22.º Rally de Ourense, fue la vigesimosegunda edición y la sexta cita de la temporada 1989 del Campeonato de España de Rally. Se celebró del 16 al 18 de junio y contó con un itinerario de veinte tramos que sumaban un total de 178 km cronometrados.
La prueba fue un duelo entre Jesús Puras y Josep Bassas, ambos además en la lucha por el liderato del campeonato, y entre los dos se repartieron los mejores tiempos en los veinte tramos previstos. En cuatro de ellos incluso llegaron a marcar el mismo crono. Al final de la prueba Bassas fue declarado ganador por una ventaja de solo dos segundos sobre su rival. Sin embargo al término del mismo el equipo de Puras reclamó los resultados, que fue desestimada inicialmente por la organización y luego apeló al Tribunal de Apelación de la federación por lo que los resultados no fueron firmes hasta varias semanas después. Puras alegaba que en el tramo de Santo Tomé-Toén se encontró con el coche cero al que tuvo que adelantar lo que le hizo perder la concentración. A finales del mes de julio el Tribunal Nacional de Apelación desestimó la protesta de Bassas y confirmó a Puras como vencedor final del rally.
La tercera plaza fue para Bardolet que se adjudicó sin problemas, siendo además primero del grupo N. Por detrás suya terminaron Kiko Cima y Mercedes Rueda con el mismo tiempo, aunque inicialmente Rueda había conseguido la cuarta plaza pero la anulación del decimosexto tramo le hizo perder un puesto en favor de Cima. 
De los setenta y nueve participantes solo terminaron cuarenta. Entre las numerosas bajas destacaron el abandono de Fernando Capdevila por problemas en la suspensión o el de Borja Moratal y Beny Fernández, ambos por rotura de un palier.

## Itinerario
| Día   | Tramo | Nombre             | Distancia | Hora  | Ganador                  | Tiempo    |
| ----- | ----- | ------------------ | --------- | ----- | ------------------------ | --------- |
| Día 1 | TC1   | Tríos-Esgos        | 12.00 km  | 11:29 | Jesús Puras              |           |
| Día 1 | TC2   | Castro de Beiro    | 5.45 km   | 12:26 | Jesús Puras Josep Bassas |           |
| Día 1 | TC3   | A Peroxa           | 7.25 km   | 13:08 | Josep Bassas             |           |
| Día 1 | TC4   | Tríos-Esgos        | 12.00 km  | 14:14 | Jesús Puras              |           |
| Día 1 | TC5   | Castro de Beiro    | 5.45 km   | 15:11 | Jesús Puras              |           |
| Día 1 | TC6   | A Peroxa           | 7.25 km   | 15:53 | Jesús Puras              |           |
| Día 1 | TC7   | Tríos-Esgos        | 12.00 km  | 16:59 | Josep Bassas             |           |
| Día 1 | TC8   | Castro de Beiro    | 5.45 km   | 17:56 | Jesús Puras Josep Bassas |           |
| Día 1 | TC9   | A Peroxa           | 7.25 km   | 18:38 | Jesús Puras Josep Bassas |           |
| Día 2 | TC10  | Sadurnin-Cenlle    | 6.70 km   | 00:08 | Jesús Puras              |           |
| Día 2 | TC11  | Ribadavia-Arnoia   | 7.05 km   | 00:25 | Jesús Puras              |           |
| Día 2 | TC12  | Santo Tomé-Toén    | 15.65 km  | 01:11 | Josep Bassas             |           |
| Día 2 | TC13  | Santa Baia-Garabas | 8.28 km   | 02:30 | Josep Bassas             |           |
| Día 2 | TC14  | Sadurnin-Cenlle    | 6.70 km   | 03:16 | Jesús Puras Josep Bassas |           |
| Día 2 | TC15  | Ribadavia-Arnoia   | 7.05 km   | 03:33 | Jesús Puras              |           |
| Día 2 | TC16  | Santo Tomé-Toén    | 15.65 km  | 04:19 | Cancelado                | Cancelado |
| Día 2 | TC17  | Santa Baia-Garabas | 8.28 km   | 05:38 | Jesús Puras              |           |
| Día 2 | TC18  | Sadurnin-Cenlle    | 6.70 km   | 06:24 | Josep Bassas             |           |
| Día 2 | TC19  | Ribadavia-Arnoia   | 7.05 km   | 06:41 | Jesús Puras Josep Bassas |           |
| Día 2 | TC20  | Santo Tomé-Toén    | 15.65 km  | 07:27 | Josep Bassas             |           |

## Clasificación final
| Pos. | Piloto               | Copiloto             | Automóvil                      | Tiempo  | Diferencia |
| ---- | -------------------- | -------------------- | ------------------------------ | ------- | ---------- |
| 1.   | Jesús Puras          | Tomás Aguado         | Ford Sierra RS Cosworth        | 1:49:34 | 0.0        |
| 2.   | Josep Bassas         | Antonio Rodríguez    | BMW M3 E30                     | 1:49:39 | +0:05      |
| 3.   | Josep María Bardolet | Josep Autet          | Ford Sierra RS Cosworth 4-door | 1:56:49 | +7:15      |
| 4.   | Francisco Cima       | José Francisco Gil   | Renault 5 GT Turbo             | 2:02:03 | +12:29     |
| 5.   | Mercedes Rueda       | Berta Ariz-Navarreta | Renault 5 GT Turbo             | 2:02:03 | +12:29     |
| 6.   | Javier Azcona        | Miguel Aldaz         | Peugeot 205 GTI 1.9            | 2:04:02 | +14:28     |
| 7.   | Pedro Javier Diego   | Icíar Muguerza       | Peugeot 205 GTI 1.9            | 2:04:45 | +15:11     |
| 8.   | Manuel Senra         | José Maceiras        | Renault 5 GT Turbo             | 2:05:24 | +15:50     |
| 9.   | Sergio Vallejo       | Pablo Cerecedo       | Peugeot 309 GTI                | 2:05:29 | +15:55     |
| 10.  | Joan María Barrabeig | Carles Trilla        | Peugeot 205 Rallye             | 2:06:16 | +16:42     |